# Investitionsgut
Investitionsgüter (oder Kapitalgüter; englisch capital goods) sind in der Betriebswirtschaftslehre und Volkswirtschaftslehre Güter, die von Herstellern für die Produktion oder Weiterverarbeitung zur Deckung des Fremdbedarfs oder von öffentlichen Haushalten zur Deckung des Eigenbedarfs beschafft werden. Komplementärbegriff ist das Konsumgut.

## Allgemeines
Das Kompositum „Investitionsgut“ setzt sich aus dem Bestimmungswort „Investition“ und dem Grundwort „Gut“ zusammen. Investition bedeutet, dass dieses Gut einem Wirtschaftssubjekt (beispielsweise einem Unternehmen) als Produktionsmittel im Anlagevermögen dauerhaft zur Produktion dient. Zu den Investitionsgütern gehören sowohl materielle Güter (Sachgüter bei Sachinvestitionen wie technische Anlagen, Maschinen) als auch immaterielle Güter (bei immateriellen Investitionen wie Patente, Software). Es sind Güter, die zur Produktion anderer Güter dienen.

## Betriebswirtschaftslehre
Investitionsgüter gehören als Sachgüter zum Sachanlagevermögen und als immaterieller Vermögensgegenstand zum gesamten Anlagevermögen eines Unternehmens. Sie dienen als Potentialfaktoren dauerhaft der Produktion, können also während ihrer Nutzungsdauer im sich wiederholenden Produktionsprozess über mehrere Rechnungsperioden hinweg eingesetzt werden. Beschaffte Investitionsgüter können der Gründungs-, Erweiterungs-, Ersatz- oder Rationalisierungsinvestition dienen. 
Bei öffentlichen Haushalten (Bund, Länder und Gemeinden) werden die Staatsausgaben ebenfalls für Konsum und Investitionen verwendet. Investitionsausgaben betreffen vor allem die Verkehrsinfrastruktur (Funknetze, Gasnetz, Kabelnetze, Kanalisation, Kommunikationsnetze, Rohrleitungstransport, Schienennetze, Straßennetze, Stromnetze, Trinkwassernetze oder Umschlagplätze) und die allgemeine Infrastruktur (öffentliche Gebäude). 

## Volkswirtschaftslehre
|                                          | Produktionsgut                                            | Konsumgut                                                 |
| ---------------------------------------- | --------------------------------------------------------- | --------------------------------------------------------- |
| langlebiges Gut (Gebrauchsgut i. w. S.)  | Investitionsgut (z. B. Produktionsmaschinen, Bürogebäude) | Gebrauchsgut (z. B. Wohngebäude, Einrichtungsgegenstände) |
| kurzlebiges Gut (Verbrauchsgut i. w. S.) | Vorleistungsgut (z. B. Schmieröl, Lacke, Elektromotoren)  | Verbrauchsgut (z. B. Lebensmittel)                        |

Unterschieden wird bei Investitionsgütern in der Volkswirtschaftslehre zwischen langlebigen Produktionsgütern und eher kurzlebigen Vorleistungsgütern. Produktionsgüter sind etwa Produktionsmaschinen, Bürogebäude oder Fabrikhallen, Vorleistungsgüter gehen als Roh-, Hilfs- und Betriebsstoffe in die Produktion ein (beispielsweise Erze, Holz oder Metalle).
Insbesondere in sehr einfachen Modellen wie einer „Eingutwelt“ werden zunächst nur zwei Güterarten (nach Verwendungszweck) unterschieden. Ein Gut gehört entweder zu den Konsumgütern oder es gehört nicht zu dieser Gruppe. Handelt es sich beispielsweise um Weizen, kann dieser entweder als Nahrung konsumiert werden oder die Funktion von Saatgut übernehmen und als Kapitalgut fungieren. Im Rahmen dieser binären Einteilung ist der synonyme Gebrauch der Begriffe Kapitalgut, Investitionsgut, Industriegut und Produktionsgut zulässig.
Kapitalgüter dienen zur Produktion der Konsumgüter oder weiterer Kapitalgüter. Auch sie werden wie die Konsumgüter in Gebrauchs- (etwa Betriebsmittel) und Verbrauchsgüter (etwa Rohstoffe) eingeteilt. Die Nachfrage unterteilt sich entsprechend in Investitionsgüter- und Konsumgüternachfrage. Da Investitionsgüter in der Fertigungsstufe den Konsumgütern vorgelagert sind, ist die Investitionsgüternachfrage ein wichtiger Indikator für die Prognose der künftigen Konsumgüterproduktion. „So kann … in der Spätphase der Hochkonjunktur eine sich abschwächende Nachfrage nach Investitionsgütern baldige Rückgänge auch in anderen Wirtschaftsbereichen signalisieren…“.
Die Investitionsgüterindustrie ist ein Wirtschaftszweig, der sich auf die Produktion von Investitionsgütern spezialisiert hat. Nachfrager auf dem Investitionsgütermarkt sind die Unternehmen, die Investitionen tätigen.

## Wirtschaftsstatistik
In der Wirtschaftsstatistik wird zwischen Grundstoffen und allgemeinen Produktionsgütern, Investitionsgütern und Konsumgütern unterschieden. Die Produktionsgüter sind vor allem Rohstoffe und Halbwaren, die in die Investitions- und die Konsumgüterproduktion eingehen.

## Abgrenzung
Die Abgrenzung zu den Konsumgütern hängt davon ab, welches Wirtschaftssubjekt ein Gut zu welchem Zweck verwendet. Während für den Privathaushalt ein Personenkraftwagen ein Konsumgut darstellt, ist er für ein Unternehmen (beispielsweise in der Fahrbereitschaft und für den Fuhrpark) ein Investitionsgut. Gelegentlich werden diejenigen Güter, die nicht dem Konsum dienen, auch als Produktionsgüter oder Industriegüter zusammengefasst und den Konsumgütern als Oberbegriff gegenübergestellt. Es kann sich dabei um Rohstoffe, Halbfabrikate oder auch Fertigerzeugnisse handeln, die von der Investitions- oder Konsumgüterindustrie weiterverarbeitet oder eingesetzt werden. Einige Güter, insbesondere auch solche des täglichen Bedarfs, können sowohl als Produktions- als auch als Konsumgüter genutzt werden. Eine Kfz-Radioantenne etwa kann in einem Baumarkt als Konsumgut angeboten werden, ebenso aber etwa direkt vom Hersteller als Produktionsgut an die Automobilhersteller geliefert werden.  
Allerdings werden Industriegüter und Investitionsgüter in Theorie und Praxis auch oft synonym verwendet. Die Zuordnung der Industriegüter beruht weniger auf technischen Daten, sondern vielmehr auf der Zielgruppe und dem Verwendungszweck.